# América Mineiro
Der América Futebol Clube, im deutschsprachigen Raum allgemein bekannt als América Mineiro, ist ein brasilianischer Fußballverein in Belo Horizonte. Der Verein wurde 1912 gegründet und trägt seine Heimspiele im Estádio Independência aus, das Platz bietet für 25.000 Zuschauer. América Mineiro wurde bisher noch nie brasilianischer Meister und spielt derzeit in der Série B, der zweithöchsten brasilianischen Fußballliga.

## Geschichte

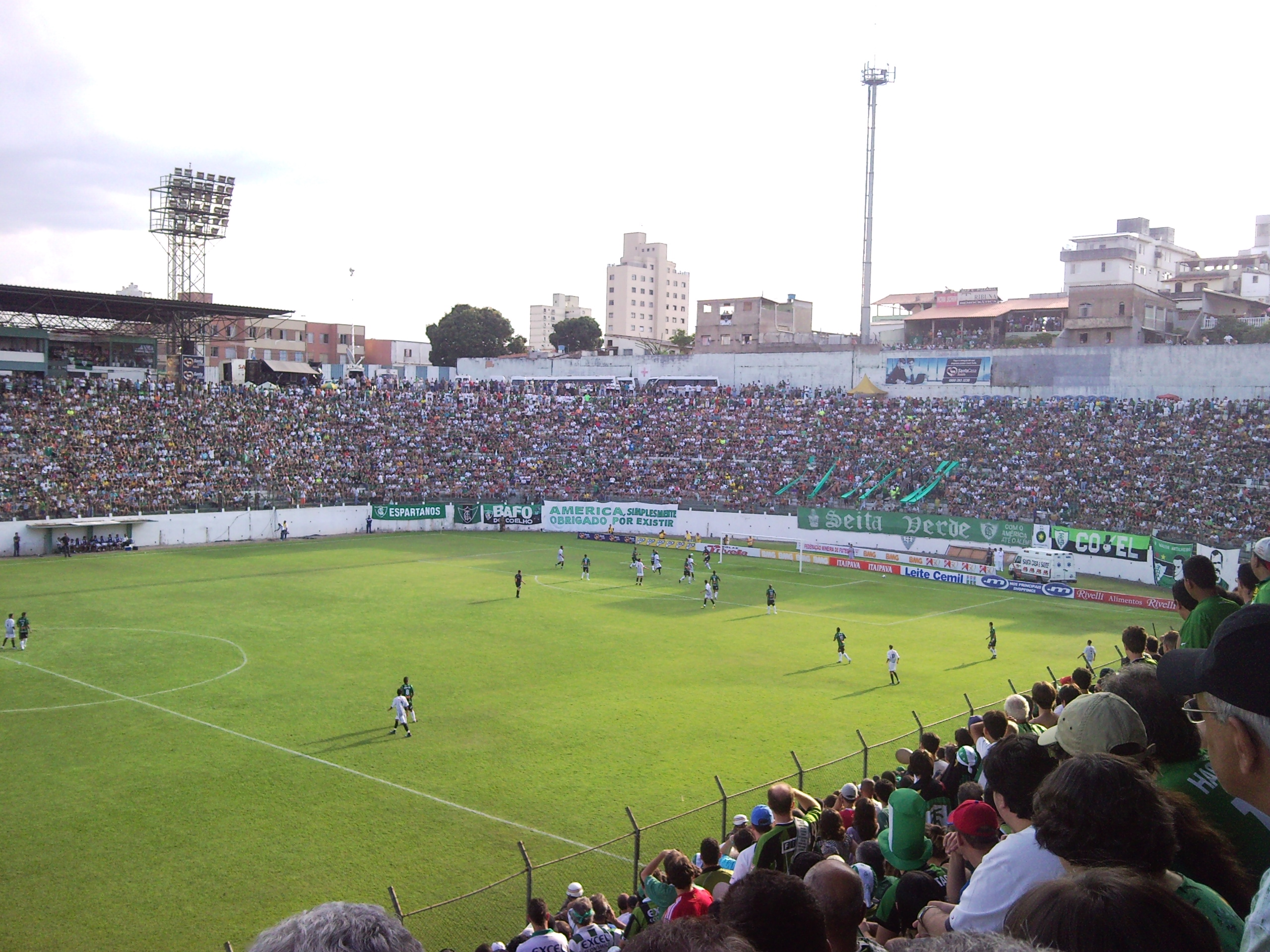
Blick auf das Stadion Independência

Der América Futebol Clube aus Belo Horizonte, der Hauptstadt des brasilianischen Bundesstaates Minas Gerais, wurde am 30. April 1912 von einer Gruppe junger Männer gegründet. Auf der ersten Vereinssitzung wurde der Name América FBC gewählt und die Vereinsfarben auf grün und weiß festgelegt. Ein Jahr später, 1913, fusionierte América FBC mit Minas Gerais FC und bildete den neuen Verein América FC, auch América Mineiro genannt. Die Vereinsfarben wurden auf die heute gültigen Farben grün, schwarz und weiß geändert. 1916 gewann der Verein seinen ersten Titel, nämlich den der Staatsmeisterschaft von Minas Gerais. Bis heute konnte man diesem ersten Titelgewinn vierzehn weitere in der Staatsmeisterschaft hinzufügen. Allein zwischen 1916 und 1925 wurde dieser Titel zehn Mal gewonnen. Die letzte Staatsmeisterschaft, die América Mineiro gewann, war die im Jahre 2001. Neben den fünfzehn Titelgewinnen wurde América Mineiro noch dreizehn weitere Male Zweiter.
Viele Jahre spielte der Verein nur in der Staatsmeisterschaft von Minas Gerais, da es bis 1971 keine nationale Fußballliga in Brasilien gab und nur ein Pokalwettbewerb existierte. Zwischenzeitlich veränderten sich die Vereinsfarben auch kurzzeitig. 1933 wurden aus Protest gegen die Professionalisierung des brasilianischen Fußballs rot und weiß die Vereinsfarben, 1943 kehrte man nach der Professionalisierung des eigenen Vereins zu den alten Farben zurück. Fünf Jahre später, im Jahr 1948 gewann América Mineiro seine erste Staatsmeisterschaft als professioneller Verein.
América Mineiro ist Gründungsmitglied der brasilianischen Série A, die 1971 ihre Erstaustragung hatte. Zwischen 1971 und 1979 spielte der Verein ununterbrochen in der ersten brasilianischen Fußballliga und belegte meist Platzierungen im Mittelfeld, manchmal aber auch im unteren Bereich der Tabelle. Nach dem Abstieg aus der Série A 1979 dauerte es bis 1993, ehe man sich wieder für die erste Liga qualifizieren konnte. Zuvor war man bereits in die Série C, die dritthöchste Spielklasse, abgestiegen. Nach der Saison 1993 klagte der Club Anfang 1994 vor einem Zivilgericht gegen seinen Abstieg in die Série B. Aufgrund des Ganges vor ein Zivilgericht, wurde der Club für zwei Jahre vom Meisterschaftswettbewerb ausgeschlossen. 1996 durfte er wieder in der Série B antreten. 1998 konnte man dann wieder in der Serie A mitspielen sowie auch in den Jahren 2000 und 2001.
2011 spielte der Verein nach zehn Jahren Abstinenz wieder in der Série A, nachdem ein Durchmarsch von der Série C in die Série A geglückt war. Man stieg jedoch direkt wieder ab und spielte seither in der Série B. In der Saison 2017 konnte América wieder die Meisterschaft in der Série B gewinnen und somit den Wiederaufstieg in die Série A feiern. Nach Abschluss des 33. Spieltages der Série A 2023 stand der Abstieg in die Série B vorzeitig fest.

## Bekannte Spieler
- Álvaro Santos
- Hermínio de Brito
- Danilo
- Euller
- Fred
- Gilberto Silva
- Tiago
- Tostão

## Erfolge
- Série B: 
  - 1997, 2017
- Série C:
  - 2009
- Staatsmeisterschaft von Minas Gerais:
  - Meister: 1916, 1917, 1918, 1919, 1920, 1921, 1922, 1923, 1924, 1925, 1948, 1957, 1971, 1993, 2001, 2016
  - Vizemeister: 1927, 1930, 1939, 1942, 1949, 1958, 1959, 1961, 1964, 1965, 1973, 1992, 1995, 1999, 2012, 2021, 2023
- Taça Minas Gerais:
  - 2005
- Copa Sul-Minas:
  - 2000

## Frauenfußball
Die Frauenfußballabteilung von América Mineiro wurde 2015 gegründet und spielt aktuell zweitklassig.